# Protaetia horni
Protaetia horni är en skalbaggsart som beskrevs av Ernst Gustav Kraatz 1900. Protaetia horni ingår i släktet Protaetia och familjen Cetoniidae. Inga underarter finns listade i Catalogue of Life.